# Holbrookia elegans
Holbrookia elegans (струнка безвуха ящірка) — вид ігуаноподібних ящірок родини фриносомових (Phrynosomatidae). Мешкає в США і Мексиці.

## Підвиди
Виділяють два підвиди:
- Holbrookia elegans elegans Bocourt, 1874;
- Holbrookia elegans thermophila Barbour, 1921.

## Поширення і екологія
Стрункі безвухі ящірки мешкають на півдні Аризони та в штатах Сонора і Сіналоа на північному заході Мексики. Вони живуть у скелястих передгір'ях і на пустельних схилах на висоті від 300 до 1200 м над рівнем моря та в колючих чагарниках на більшій висоті. Віддають перевагу гірським схилам.